# Max Steel (serie de televisión de 2000)
Max Steel es una serie de televisión animada de acción/ciencia ficción que se emitió originalmente del 26 de febrero de 2000 al 15 de enero de 2002, basada en la figura de acción de Mattel del mismo nombre. Max Steel se emitió durante tres temporadas, con un total de treinta y cinco episodios.
De 2004 a 2012, las películas directo-a-DVD mantuvieron viva la presencia del personaje principal. Sin embargo, la primera película (titulada, Max Steel: En peligro de extinción) fue la única que mantuvo la continuidad de la serie. Después de Especies en Peligro, la continuidad fue alterada. Especies en peligro de extinción fue la única película disponible en América, mientras que los estrenos posteriores fueron en América Latina.
El elenco de voces de la serie incluía a Chi McBride y Christian Campbell, así como a conocidas estrellas del deporte, como Tony Hawk.
Tras la quiebra de Netter Digital y Foundation Imaging, Mainframe Entertainment se hizo cargo de las producciones de la tercera temporada y de las películas. El último episodio, "Truth Be Told", se emitió el 15 de enero de 2002. Max Steel fue la primera serie generada por ordenador que se emitió en Kids WB.
Un reinicio emitido en Disney XD en 2013. Sin embargo, los personajes y las historias fueron muy alterados.

## Sinopsis
El protagonista, Josh McGrath (Campbell), es una estrella adolescente ficticia de deportes extremos de 19 años, cuyos padres murieron hace un tiempo. Más tarde fue adoptado por el mejor amigo y socio de su padre, Jefferson Smith (McBride), que trabaja en una empresa de fabricación de equipos de deportes extremos que en realidad es una fachada para una agencia secreta de contrainteligencia conocida como N-Tek.
Mientras Josh visitaba a su padrastro en el trabajo, Psycho (Szarabajka) irrumpió en las instalaciones. El joven McGrath se enfrentó a él y luchó contra este ciborg superpotente, pero en medio de la pelea, fue gravemente herido y expuesto a un enjambre de nanomáquinas microscópicas, conocidas por la empresa como "Nano-Tech Max". Las nanomáquinas entraron en el cuerpo de Josh y, al quedarse sin energía, empezaron a morir, causando la muerte de Josh también. Con el fin de salvar la vida de Josh, su padre adoptivo, Jefferson Smith, accedió a someter a Josh a una alta proporción de la energía transfásica (apodada "t-juice"), que las máquinas necesitan para sobrevivir. Esto salvó su vida y también le dio superpoderes. Como resultado, Josh asumió la identidad de Max Steel y lucha contra los villanos con superpoderes, principalmente el Sr. Dread (Jarvis), el malvado jefe de Psycho, y los miembros de DREAD, su organización de espías. Más tarde, en las películas, luchan contra mutantes, robots, científicos locos y monstruos.

## Episodios
Max Steel debutó en Kids' WB con el episodio "Strangers" el 26 de febrero de 2000, y terminó con el episodio "Truth Be Told" el 15 de enero de 2002. El programa se emitió durante tres temporadas, con un total de 35 episodios.

## Personajes
- Max Steel (voz de Christian Campbell de 2000 a 2002, Matthew Kaminsky en dos episodios en 2001) - El protagonista de la serie. Su verdadera identidad es Josh McGrath, es un estudiante universitario y una estrella de los deportes extremos, que trabaja para su padre adoptivo, Jefferson Smith de N-Tek, que suministra dicho equipo. Más tarde descubre que N-Tek es una fachada para una organización secreta antiterrorista. Su trabajo en los deportes extremos y como cazador de crímenes a menudo entra en conflicto con la universidad y su relación con su novia Laura Chen. Como Josh, tiene ojos marrones y pelo rubio. Como Max, tiene ojos azules y pelo castaño.

- Jefferson Smith (voz de Chi McBride de 2000 a 2002, Scott McNeil en Peligro de extinción) - El director general de N-Tek, tanto del lado de los deportes como del de espías. Heredó este puesto de Marco Nathanson, el anterior y primer CEO de N-Tek. Es el padre adoptivo de Max después de la muerte de sus padres. Siendo una agencia internacional de contraterrorismo, N-Tek responde a la ONU e incluye a otros ciudadanos no estadounidenses en su personal. Expresa su descontento cuando Max se pone en peligro, pero al final lo deja ir, sabiendo que Max es más fuerte que cualquier humano y que podrá derrotar a los enemigos más fácilmente que otros. Su relación con Max es tensa, pero al final los dos hacen las paces.

## Desarrollo
En 1998, Netter Digital recibió el encargo de Mattel de crear y desarrollar una serie de televisión con temática de agentes secretos basada en parte en las aventuras de James Bond, pero dirigida a niños pequeños. La serie se estrenó en 2000, pero desde octubre de 1999, los primeros juguetes basados en la serie llegaron a las estanterías. La línea de juguetes Max Steel se convirtió rápidamente en un éxito instantáneo, aunque la mayoría de los primeros juguetes eran completamente diferentes de los personajes de la serie.

### Boceto de la historia
Cuando se lanzaron los primeros juguetes de Max Steel en 1997, Mattel distribuyó un cómic gratuito de 12 páginas titulado Take it to the Max para presentar el personaje a los niños. El cómic fue escrito por Richard Bruning basado en el libro de fuentes de Andy Hartnell, y escrito por Scott Benefiel con Tom McWeeney y Tommy Yune. Los inkers fueron Jasen Rodriguez, Tom McWeeney y Lucian Rizzo. Hasta ahora hay cuatro versiones lingüísticas conocidas de este cómic: Inglés, español, italiano y griego.
La versión inglesa se distribuyó mayormente en América y el Reino Unido, la versión española se distribuyó mayormente en América Latina y España, mientras que la italiana se distribuyó obviamente en Italia y la griega en Grecia, especialmente a través de los cómics de superhéroes de los Tiempos Modernos.
El cómic consiste principalmente en dos presentaciones informativas diferentes que se supone que ocurren al mismo tiempo en las sedes de DREAD y N-Tek respectivamente, en las que cada director general explica las habilidades, poderes y capacidades de Max desde sus puntos de vista opuestos. Mientras que Jefferson Smith presenta a Max como una gran herramienta para contrarrestar el terrorismo, John Dread considera a Max como una gran amenaza. En el fondo, mientras escucha la presentación de Jefferson, Josh recuerda el accidente que lo transformó en Max Steel y añade información complementaria sobre su vida personal no mencionada por Jefferson o Dread en los informes. Laura Chen también hace su primera presentación pública en el cómic. También, en las últimas páginas, el cómic contiene biografías de todos los personajes principales: Max, Jefferson, Dread, Psycho, Rachel y Berto.
La mayoría de los hechos mencionados en el cómic están presentes y desarrollados en la primera temporada de la serie de televisión. Sin embargo, hay algunos detalles que son ligeramente diferentes. El cómic se supone que está basado en el libro de fuentes Max Steel de Mattel y como el control creativo de la serie de TV cambió tres veces debido a la quiebra de los dos estudios de animación iniciales, es posible que pocos de los indicios mencionados en el cómic nunca hayan tenido oportunidad de ser desarrollados en la serie, o tal vez fueron descartados en favor de un mayor desarrollo de los personajes.
Entre las diferencias más notorias, se menciona que el fundador y CEO original de N-Tek fue Jim McGrath, -el padre de Max-, en lugar de Marco Nathanson. John Dread no usa gafas como siempre lo hace en la serie, y se menciona que "Berto es un nerd tradicional de la informática sin experiencia con chicas o en la vida real, (en la serie tiene una vida, e incluso es un hábil luchador habitual)". El cómic también insinúa la posibilidad de que Psycho sea el padre biológico de Max, y que puedan tener una relación familiar, similar a la de Luke Skywalker y Darth Vader, de la franquicia Star Wars. Esta trama en particular nunca fue mencionada en las series de televisión o en las películas.

## Fin de la serie y continuidad
Después del final oficial de la serie original, debido al éxito de la figura de acción en América Latina, pero a la falta de respuesta del mercado de los Estados Unidos, Mattel retiró a Max Steel del mercado americano y se centró sólo en los mercados extranjeros. Como resultado, después de dos años de ausencia, en asociación con Mattel, Sony Family Pictures Entertainment y Mainframe Entertainment (ahora Rainmaker Animation) continuaron con las aventuras animadas de Max Steel como una serie de películas directas a DVD y una colección de videoclips de 1 minuto. Cada película o clip suele presentar a Max desafiando a uno de sus enemigos, y se utilizó inicialmente como una forma de mantener la presencia de Max en la televisión, pero con el tiempo se convirtió en una forma de promover una serie de nuevos juguetes.
Después de su lanzamiento inicial en la televisión, las películas se incluyeron como regalos en muchos juguetes de Max Steel o como recompensas por otras actividades relacionadas con la serie de juguetes. La mayoría de los anuncios de televisión se agruparon bajo el nombre de Turbo Missions.

## Futuro y reboot
En enero de 2012, se informó que Mattel y Freemantle Media estaban trabajando en una nueva serie de televisión y en el reinicio de la serie de televisión Max Steel, que aún conservará el nombre, pero presentará diferentes personajes, villanos y una historia completamente nueva. Esta vez, el programa sigue a un híbrido taquiónico-humano de 16 años llamado Maxwell "Max" McGrath y a su compañero extraterrestre "Ultralink", Steel. Maxwell McGrath aprende que tiene el poder de generar "energía TURBO", que lucha por contener hasta que conoce a Steel. Steel le da a Maxwell la capacidad de aprovechar su poder mientras fusiona el suyo propio para crear una superfuerza unificada. La serie de acción y aventura fue lanzada el 1 de marzo de 2013 a las audiencias de los canales de Cartoon Network en toda América Latina, incluyendo México, Brasil, Perú y Argentina. El 5 de octubre de 2012, se confirmó que la serie se emitirá en Disney XD en los Estados Unidos. Max Steel se estrenó el 25 de marzo de 2013.